# Alyxia margaretae
Alyxia margaretae är en oleanderväxtart som beskrevs av P. Boiteau. Alyxia margaretae ingår i släktet Alyxia och familjen oleanderväxter. Inga underarter finns listade i Catalogue of Life.